# Tulipa uzbekistanica
Tulipa uzbekistanica är en liljeväxtart som beskrevs av Botschantz. och Sharipov. Tulipa uzbekistanica ingår i släktet tulpaner, och familjen liljeväxter. Inga underarter finns listade.
Tulpans kronblad är orangeröda och i mitten finns en gul fläck. Växten har tre gröna och håriga blad. Enstaka exemplar kan nå en höjd av 15 cm. Tulipa uzbekistanica blommar i april.
Arten har endast några få populationer i Uzbekistan i provinserna Syr-Darja och Qasjqadarja. Utbredningsområdet är cirka 16 km² stort. Tulpan hittas i betesmarker med gräs och buskar.
Beståndet hotas av betande djur och av landskapets omvandling till gruvdriftsregioner. Populationen kan även påverkas av torka. Enligt uppskattningar finns 2500 individer kvar. IUCN listar arten som akut hotad (CR).